# Yves Jaigu
Yves Jaigu, né le 7 janvier 1924 à Rennes (Ille-et-Vilaine) et mort le 5 avril 2012 à Paris,, est un homme de télévision français.

## Biographie
Né dans une famille de juristes, Yves Jaigu voit ses projets d'intégrer l'ENS contrariés par la guerre. Après celle-ci, il obtient un diplôme d'études supérieures de philosophie et est diplômé en minéralogie.
Il est très jeune membre d'un réseau de résistance pendant la Seconde Guerre mondiale[réf. nécessaire].
De 1953 à 1955, il travaille comme attaché pour les relations culturelles à l'Institut français d'Écosse, à Edimbourg. En 1956, il opère un retour à la terre dans sa Bretagne natale à Pléchâtel pour élever des moutons. Cela ne dure pas, et de 1957 à 1963, il travaille pour le CEA, chargé de la mise en œuvre de la centrale nucléaire de Marcoule.
De 1963 à 1967, il travaille auprès d'Olivier Guichard à la création de la DATAR. Chargé, entre autres, des relations publiques, il noue alors de nombreux contacts avec la presse et le milieu des médias.
De 1967 à 1969, il est chef du bureau des coproductions de l'ORTF où il succède à Jean-Louis Horbette à la demande de ce dernier malgré son absence d'expérience de l'audiovisuel. Il met en place une structure informelle de coproduction qui réunit jusqu'en 1974 très régulièrement la RAI, la TSR, la RTB, la TRC et des chaînes allemandes pour populariser via la télévision « les textes fondateurs de la civilisation européenne ». De 1969 à 1972, il travaille pour l'ORTF où il est responsable des coproductions au sein du Service des moyens extérieurs et du cinéma de la Direction de la télévision. De 1972 à 1974, il est conseiller de programme, responsable des documentaires et du cinématographe pour les deuxièmes parties de soirée de la Première Chaîne auprès de Jacqueline Baudrier.
De janvier 1975 à mai 1984, il dirige la chaîne de radio France-Culture. Il en est évincé à la suite d'un conflit sur les restrictions budgétaires avec le président-directeur général de Radio France, Jean-Noël Jeanneney.
En 1986, il est pressenti par Georges Duby pour prendre la direction générale de La Sept, mais, dans le jeu de la première cohabitation, son étiquette de gaulliste fait écarter sa candidature, que soutient le premier ministre Jacques Chirac, par le ministre de tutelle nommé en mars, François Léotard. De 1987 à 1989, il est directeur des programmes de la chaîne de télévision France 3 sous la direction générale de René Han. En 1990, il collabore à La Sept, toute nouvelle chaîne de télévision à vocation culturelle et européenne, à l'instar de la coproduction qu'il avait mise en œuvre à l'ORTF. Il avait accueilli les premiers programmes de cette chaîne sur son antenne dès 1987 quand, cantonnée alors à un rôle d'éditeur, elle n'en disposait pas encore elle-même.
Au cours de sa carrière, il s'est efforcé de défendre la spécificité d'une télévision et d'une radio publiques « spectacle de la pensée » et d'enrichir le contenu des programmes, préconisant un objectif de qualité plutôt que l'objectif d'audimat d'une télévision pavlovienne « qui prend le public au lasso ».
Son épouse, Andrée, est la sœur aînée d'Ernest-Antoine Seillière.

## Décorations
- Officier de la Légion d'honneur (1998)
- Commandeur de l'ordre des Arts et des Lettres au titre de « directeur de programmes télévisuels » (2010)[16]

## Émissions et spectacles produits ou programmés
- La Prise de pouvoir par Louis XIV de Roberto Rossellini (1966)[17].
- Le feuilleton télévisé Vidocq[18] (1967 & 1971).
- L'Odyssée en huit épisodes de Francesco Rosi[13] (production réalisée par Claude Contamine[8] en 1967).
- L'Énéide[8]
- Les Actes des apôtres de Roberto Rossellini (1968).
- Le Petit Théâtre de Jean Renoir de Jean Renoir[19] (1970).
- La série télévisée de sept épisodes La maison des bois de Maurice Pialat[13] (1970).
- Blaise Pascal de Roberto Rossellini (1971).
- René Descartes de Roberto Rossellini (1973).
- Du côté d'Orouët de Jacques Rozier[19] (1974).
- La série télévisée de huit épisodes tirée de Fantômas L'Homme sans visage de Georges Franju (juillet & août 1975).
- L'émission radiophonique quadrijournalière Poésie ininterrompue de Claude Royet-Journoud produite par Alain Veinstein[20],[note 2].
- Le colloque Avenir de la démocratie à Athènes en 1977[21],[note 3].
- Les émissions radiophoniques sur l'opérette de Jacques Rouchouse[22] (à partir de 1979).
- Le colloque Science et Conscience dit Colloque de Cordoue du premier au cinq octobre 1979 à Cordoue[note 4].
- L'Odyssée chantée au festival d'Avignon en 1981 par Bruno de la Salle[23].
- Le colloque Sciences et Symboles de Tsukuba organisé par Michel Cazenave en 1984.
- Le jeu télévisé Question pour un champion[5].
- Le débat télévisé hebdomadaire Océaniques[24],[13] de Pierre-André Boutang (de 1987 à 1992).

## Publications
- Télévision de service public : quel contenu ?, Le Débat no 61, p. 80, octobre 1990[note 5].
- Voyage autour de ma langue, Revue des Deux Mondes, novembre 1991.
- Avec Pierre Michel & Claude Beausoleil, Octave Mirbeau, Europe, 1999.
- Avec Catherine Strasser & Frédéric Valabrègue, Yazid Oulab, Éreme, 2008  (ISBN 9782915337556).

## Source
- France-Culture, Yves Jaigu, émission For Intérieur du 12 janvier 2003